# 203 (число)
203 (Дві́сті три) — натуральне число між 202 та 204.
- 203 день в році — 22 липня (у високосний рік 21 липня).

## У математиці
- 6-те число Белла
- щасливе число

## В інших галузях
- 203 рік, 203 до н. е.
- В Юнікоді 00CB  16  — код для символу «E» (Latin Capital Letter E With Diaeresis).
- NGC 203 — лінзоподібна галактика (S0) в сузір'ї Риби.
- МАЗ-203 — низькопідлоговий міський автобус другого покоління Мінського автомобільного заводу.
- Щ-203 — радянський дизель-електричний торпедний підводний човен часів Другої

світової війни.